# Rio Água Seixas
O Rio Água Seixas é um curso de água do arquipélago de São Tomé e Príncipe, localizado no distrito de Lembá, ilha de São Tomé, corre para Oeste até encontrar o mar junto à Praia de Santa Catarina, depois de receber as águas do seu afluente, o Rio Cantador.